# 白垢镇
白垢镇，是中华人民共和国广东省肇庆市封开县下辖的一个乡镇级行政单位。

## 行政区划
白垢镇下辖以下地区：
白垢社区、新泽村、寿山村、陈村、扶六村、望楼村、日光村和续岭村。